# Herodes Agripa II
Herodes Agripa II (em hebraico:  אגריפס) foi um filho de Herodes Agripa I e Cipros. O imperador Cláudio fez dele tetrarca das províncias de Filipe e Lisânias, com o título de rei. Ele expandiu a cidade de Cesareia de Filipe, e chamou-a de Nerônias, para honrar o imperador Nero. Foi diante dele e de sua irmã que Paulo fez sua defesa, em Cesareia. Ele morreu em Roma, no ano 100, no terceiro ano do imperador Trajano.

## Família
Ele era filho de Herodes Agripa I e Cipros; o casal teve três filhas e um (ou dois) filhos, Berenice, Mariane, Drusila, Agripa II e Druso, que morreu antes de chegar à puberdade.
Seu pai, Herodes Agripa I, era filho de Aristóbulo e Berenice. Aristóbulo era filho de Herodes, o Grande e Mariane, a neta de Hircano, e Berenice era sobrinha de Herodes, por ser filha de Costóbaro e Salomé, irmã de Herodes.
Sua mãe, Cipros, era filha de Fasael e Salimpsio. Fasael era sobrinho de Herodes e seu pai, irmão de Herodes, se chamava Fasael. Salimpsio era filha de Herodes e Mariane, neta de Hircano.

## Reinado
Seu pai, Herodes Agripa I, morreu em 44. Cláudio pretendia nomear Agripa como sucessor, mas foi convencido a não fazê-lo, por causa da pouca idade de Agripa, e nomeia Cuspius Fadus governador da Judeia.
Ele foi feito rei de Cálcis, mas três ou quatro anos depois foi removido por Cláudio. Em 53, após haver governado Cálcis por quatro anos, Agripa foi elevado pelo imperador Cláudio, e recebeu a tetrarquia de Filipe, contento a Bataneia, Gaulonítia e Traconítia. Agripa promoveu várias alianças matrimoniais, de suas irmãs: Drusila se casou com Azizus, rei de Emisa, e Mariane com Júlio Arquelau, filho de Helcias.
Em 54, no primeiro ano de Nero como imperador romano, Agripa foi um dos reis convocados para lutar contra os partas. Nero aumentou em quatro cidades o reino de Agripa, incluindo, na Galileia, Tiberias e Tariqueia, e, na Itureia, Abila e Julias.
Em 62, Agripa e sua irmã Berenice estavam em Cesareia, quando foram convidados por Festo que substituiu Félix para o julgamento de Paulo. Félix era casado com Drusila, irmã de Agripa. O conselho decidiu que Paulo era inocente, e teria sido libertado se não tivesse apelado a César.
Em 63, Agripa trocou várias vezes o sumo sacerdote de Israel, depondo Ismael e substituído por José, filho de Simão, e depois pelo saduceu Ananias. Quando Ananias executou Tiago, o irmão de Jesus, Agripa trocou-o por Jesus, filho de Damneu. Ele expandiu a cidade de Cesareia de Filipe, e chamou-a de Nerônias, para honrar o imperador Nero.
Em 64, Agripa colocou, como sumo sacerdote de Israel, Jesus, filho de Gamaliel. No ano seguinte, Agripa removeu Jesus, e colocou, em seu lugar, Matias, filho de Teófilo.
Em Maio de 66, no décimo-sétimo ano de seu reinado, iniciou-se a revolta dos judeus contra os romanos. Agripa tentou convencer os judeus a não se revoltarem, sem sucesso, e fugiu de Jerusalém. Em 69, Tiberias se rendeu aos romanos por intercessão de Agripa, e foi poupada. Em 70, no vigésimo-primeiro ano de seu reinado, Jerusalém foi destruída pelos romanos.
Ele foi o sétimo e último da família de Herodes a reinar. Ele morreu em Roma, no ano 100, o terceiro ano de Trajano; com sua morte, a Judeia foi incorporada à província da Síria.